# 銅山

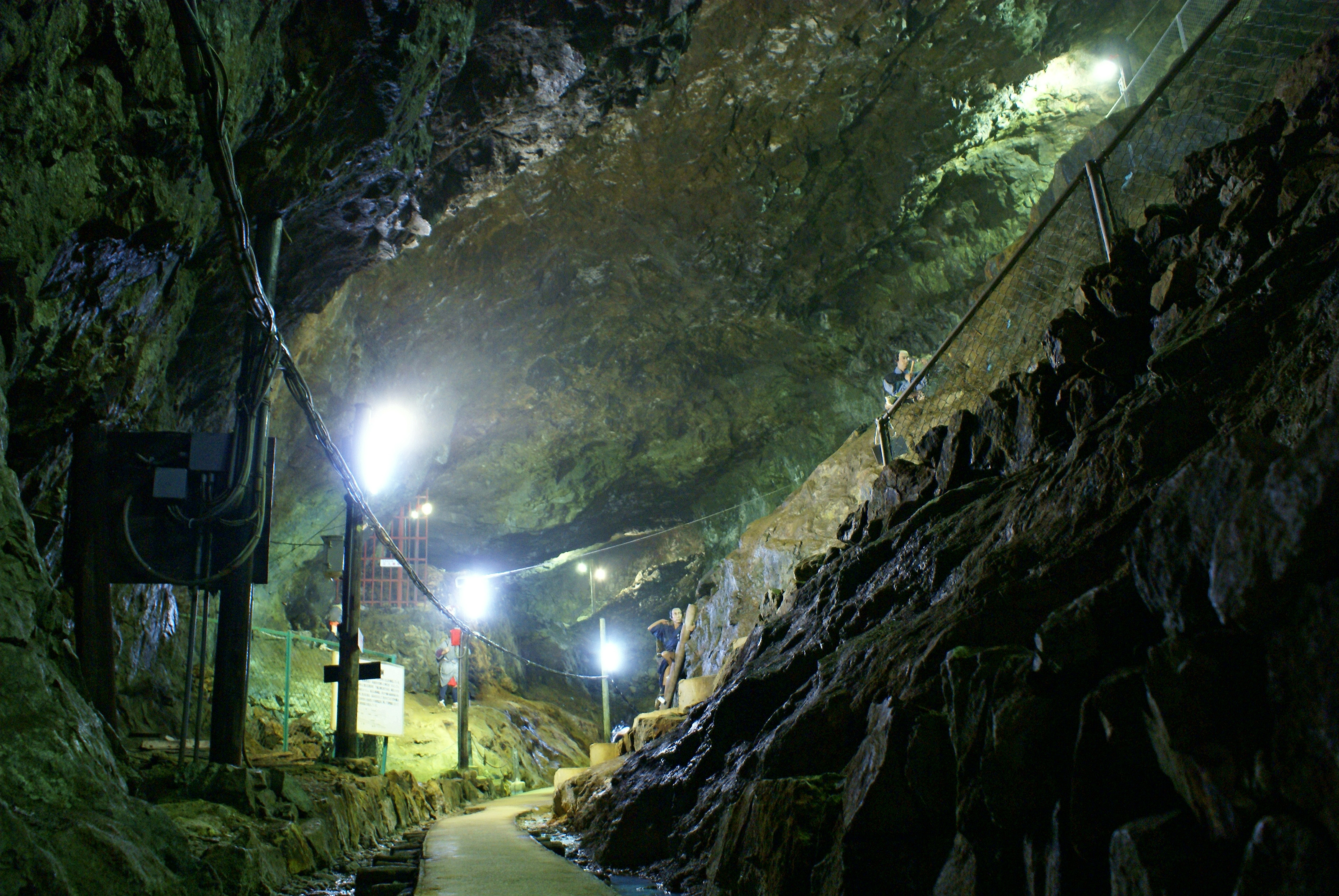
銅鉱採掘現場（岡山県・吹屋銅山笹畝坑道）

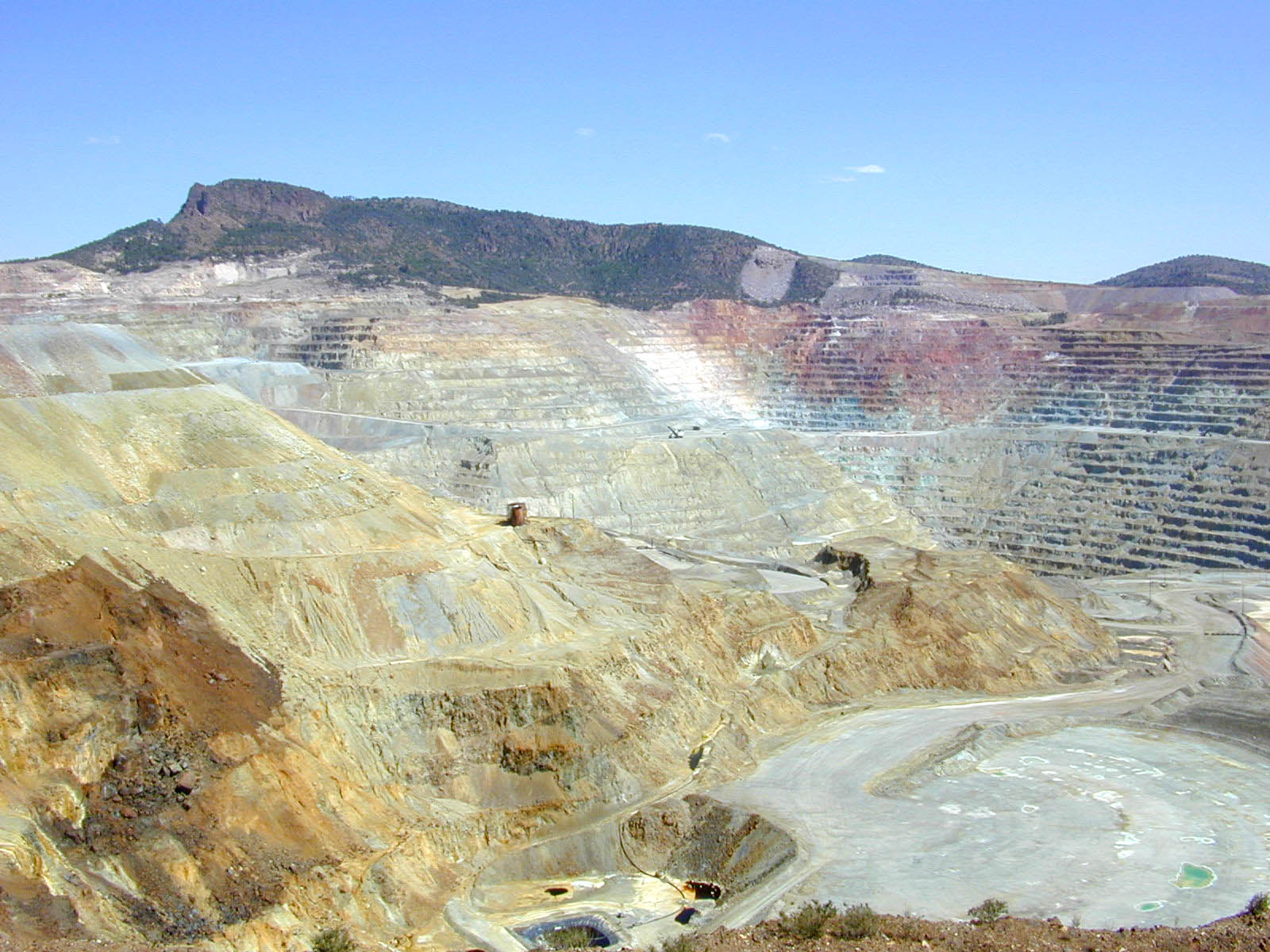
チノオープンピット銅山（米国・ニューメキシコ州）

銅山（どうざん、copper mine）とは、銅を産出する鉱山のこと。
銅は古代は鉄器登場前は武器、農耕器具から日常用品に至るまで、銅と錫をあわせた青銅が主流であってその歴史は古い。現在でも銅はその導電率の高さから電気ケーブルに多用されており、銅山はその原料を生み出す貴重な存在である。

## 主要な銅山
注：既に閉山しているものも含む。

### 日本国内
日本では輸入銅に押され減産が続き、次々に閉山を余儀なくされ、1994年を最後に日本の操業中の銅山は完全に消滅し、鉛・亜鉛鉱山の副産物として銅がわずかに生産されるのみとなったが、その鉛・亜鉛鉱山も2006年を最後に国内では消滅している。
- 足尾銅山（栃木県日光市）
- 別子銅山（愛媛県新居浜市）
- 八総鉱山（福島県南会津町）
- 尾小屋鉱山（石川県小松市）
- 土倉鉱山（滋賀県長浜市）
- 吹屋銅山（岡山県高梁市）
- 日立鉱山（茨城県日立市）
- 温川鉱山（青森県平川市） - 1994年3月閉山、日本最後の銅山
- 花岡鉱山（秋田県大館市） - 1994年3月閉山、日本最後の銅山

### 日本以外
- チュキカマタ（チリ）
- エルテニエンテ（チリ）
- ファールン（スウェーデン）
- ブーゲンビル島（パプアニューギニア ）

## 鉱毒・公害
鉱山そのものにも、山を削ることによる環境破壊的要素があったが、銅山の場合は更に「鉱毒」と呼ばれる環境問題を引き起こした。日本でも足尾鉱毒事件が有名である。
銅山による鉱毒公害は、2つの要素に分けられる。ひとつは、銅イオンや銅鉱石に含まれる砒素・カドミウム・硫酸成分をはじめとした重金属・有害化学物質による水系汚染であり、もうひとつは精錬に際して生じる亜硫酸ガスによる大気汚染である。前者は、流域の農作物などに被害を与え、後者は精錬所周辺の植物に被害を与えた。
日本における銅山は減少の一途をたどった結果現在では全て閉山しているが、廃坑になった銅山についても、坑道からの排水の浄化などの汚染対策が行われている。また、亜硫酸ガスによって植生が破壊されたことから、傾斜面の崩落が続く被害が引き続き発生している。